# چوی جونگ هون
چوی جونگ هون (کره‌ای: 최종훈؛ زادهٔ ۷ مارس ۱۹۹۰) موسیقی‌دان اهل کره جنوبی است.